# ドワイト・ヨーク
ドワイト・エヴァーズリー・ヨーク（Dwight Eversley Yorke, 1971年11月3日 - ）は、トリニダード・トバゴ・カナーン出身の元サッカー選手、サッカー指導者。元トリニダード・トバゴ代表。現役時代のポジションはFW。トリニダード・トバゴ代表監督。
トリニダード・トバゴの英雄的な存在である。

## 経歴
母国クラブでプレーしていた1990年にトリニダード・トバゴを訪れたグレアム・テイラーに才能を発掘されアストン・ヴィラFCへ入団、FAプレミアリーグデビューを果たした。3シーズンでチームの大黒柱となり2度のフットボールリーグカップ優勝に貢献した。1998年、マンチェスター・ユナイテッドFCに当時のチーム最高金額となる1260万ポンドで移籍。容姿がよく似たアンディ・コールと「双子」コンビを組み、1998-99シーズンは18ゴールを挙げ得点王になったほか、PFA年間ベストイレブンにも選出された。UEFAチャンピオンズリーグでも7ゴールを挙げて、チームのトレブル達成に貢献した。その後、数年に渡って活躍を見せるとブラックバーン・ローヴァーズFCへ移籍、ここで再びコールとコンビを組みチームに貢献した。Aリーグの発足と共にオーストラリアでプレーし、2005年のFIFAクラブ世界選手権では三浦知良らとともに訪日した。
代表でも活躍しており、2006 FIFAワールドカップ本大会出場をかけたバーレーンとの大陸間プレーオフでの勝利、同国のワールドカップ初出場を決める原動力となった。
典型的なセンターフォワードとして知られているが、FIFAクラブ世界選手権、2006 FIFAワールドカップ・北中米カリブ海予選ではボランチとしてゲームをコントロールした。2006 FIFAワールドカップ第1戦のスウェーデン戦でも、中盤の底でスペースを消す動きやそこからの展開で同国のワールドカップ初の勝ち点の獲得に貢献、マン・オブ・ザ・マッチに選ばれた。ヨークをはじめ、クリストファー・バーチャルやシャカ・ヒスロップなどの奮闘もむなしく、チームはグループステージで敗退したが、日本の中田英寿らとともに敗退国の中から選ばれるベストイレブンに選ばれた。
この大会後、ヨーロッパ主要リーグの夏季移籍期間ぎりぎりの8月31日にサンダーランドAFCに2年契約で移籍した。サンダーランドには同28日に、現役時代にマンチェスター・ユナイテッドで主将を務め、ヨークと共に数々のタイトル制覇に尽力したロイ・キーンが監督に就任しており、アンディ・コールも加入するなどかつてのチームメート同士でクラブを盛り上げた。
2008-09シーズン終了をもってサンダーランドとの契約が切れ、以後、無所属の状態が続いていたが2009年9月に現役引退を発表した。今後は指導者の道を歩んでいくという。
2022年7月1日、マッカーサーFCの監督に就任した。
2024年11月1日、トリニダード・トバゴ代表の監督に就任した。

## エピソード
- 幼い頃に交通事故で両足を骨折し、二度と歩けないと言われながらも無事に完治しサッカー選手となった。
- 国家的英雄と言うだけあり、母国トリニダード・トバゴのトバゴ島にはドワイト・ヨーク・スタジアムが存在する。これは2001年トリニダード・トバゴで行われたU-17世界選手権のために作られたスタジアムでもある（観客席は7500）。

## 代表歴

### 出場大会
- トリニダード・トバゴ代表
  - 2006 FIFAワールドカップ

### 試合数
- 国際Aマッチ 73試合 18得点（1989年-2009年）[5]

| トリニダード・トバゴ代表 | 国際Aマッチ | 国際Aマッチ |
| 年                       | 出場        | 得点        |
| ------------------------ | ----------- | ----------- |
| 1989                     | 11          | 2           |
| 1990                     | 0           | 0           |
| 1991                     | 0           | 0           |
| 1992                     | 5           | 0           |
| 1993                     | 1           | 1           |
| 1994                     | 1           | 0           |
| 1995                     | 0           | 0           |
| 1996                     | 5           | 1           |
| 1997                     | 0           | 0           |
| 1998                     | 0           | 0           |
| 1999                     | 1           | 0           |
| 2000                     | 9           | 7           |
| 2001                     | 7           | 1           |
| 2002                     | 0           | 0           |
| 2003                     | 0           | 0           |
| 2004                     | 1           | 0           |
| 2005                     | 13          | 0           |
| 2006                     | 9           | 3           |
| 2007                     | 0           | 0           |
| 2008                     | 6           | 2           |
| 2009                     | 4           | 1           |
| 通算                     | 73          | 18          |